# Valdemorillo
Valdemorillo ist eine Gemeinde im westlichen Teil der Autonomen Gemeinschaft Madrid. Der zirka 30 Kilometer nordwestlich der spanischen Hauptstadt gelegene Ort liegt am südöstlichen Rand der Sierra de Guadarrama nur wenige Kilometer südlich von El Escorial.
Traditionell finden die ersten Stierkämpfe des Jahres in Valdemorillo Anfang Februar statt, wodurch der Ort überregionale Bekanntheit genießt.